# Моудин
Моуди́н (кит. упр. 牟定, пиньинь Móudìng) — уезд Чусюн-Ийского автономного округа провинции Юньнань (КНР).

## История
После завоевания Дали монголами и вхождения этих мест в состав империи Юань в 1275 году была создана Динъюаньская область (定远州), которая вскоре была понижена в статусе и стала уездом Динъюань (定远县). После завоевания провинции Юньнань войсками империи Мин уезд был в 1388 году расформирован, а вместо него была создана Динъюаньская охранная тысяча (定远御守千户所), но в 1391 году уезд был воссоздан.
В 1913 году из смежных территорий уездов Динъюань и Гуантун был создан уезд Яньсин (盐兴县). Так как оказалось, что в провинциях Аньхой, Сычуань и Шэньси также имеются уезды с названием «Динъюань», в 1914 году уезд Динъюань был переименован в Моудин.
После вхождения провинции Юньнань в состав КНР в 1950 году был образован Специальный район Чусюн (楚雄专区), и уезд вошёл в его состав.
Постановлением Госсовета КНР от 18 октября 1957 года Специальный район Чусюн был преобразован в Чусюн-Ийский автономный округ.
В октябре 1958 года уезд Моудин был присоединён к уезду Чусюн, но уже в ноябре 1959 года он был воссоздан.

## Административное деление
Уезд делится на 4 посёлка и 3 волости.